# Messier 97
Messier 97, M97 sau NGC 3587 (Nebuloasa bufniței) este o nebuloasă planetară aflată la aproximativ 2.030 de ani-lumină depărtare de Terra, în constelația Ursa Mare.